# Parc historique d'État du fort Humboldt
Le parc historique d'État du fort Humboldt est un parc d'État de Californie, situé à Eureka, aux États-Unis. Les panneaux analysent l'ancien fort de l'armée américaine, qui a fonctionné de 1853 à 1870, les interactions entre les américains européens et les amérindiens à peu près à la même époque, ainsi que l'équipement d'exploitation forestière et l'histoire ferroviaire locale de la région. Dans la collection, on trouve des trains, de l'équipement forestier, dont un moteur à vapeur Donkey (en) parfaitement fonctionnel, et un authentique canoë amérindien. Le fort surplombe la baie de Humboldt d'une position la commandant au sommet d'une crête. les quartiers généraux régionaux de la côte septentrionale du système des parcs d'État de Californie y sont installés.

## Historique

### Premières années, 1853–1860
Avec la découverte d'or dans la rivière Trinity dans le comté de Trinity en mai 1849, le théâtre est installé pour un conflit entre les Amérindiens qui vivent dans le nord-ouest de la Californie et les colons et chercheurs d'or qui affluent dans la région. Après des déprédations répétées par les colons blancs, les tribus du nord de la Californie telles que les Yuroks, les Karuks (en), les Wiyots et les Hupas lancent des représailles et l'armée est envoyée pour tenter de restaurer l'ordre.
Le fort Humboldt est créé le 30 janvier 1853, par l'armée comme un tampon entre les Amérindiens, les chercheurs d'or et les colons, sous le commandement du lieutenant-colonel Robert C. Buchanan du 4th U.S. Infantry. Comme Buchanan, beaucoup de soldats de l'unité sont des vétérans de la guerre américano-mexicaine. Débutant vers 1853, Seth Kinman est engagé comme chasseur pour ravitailler le fort en viande d'élan. Le fort Humboldt est situé à un endroit stratégique sur la crête surplombant la baie de Humboldt et Bucksport (en), une ville nommée en référence à David Buck, un membre du groupe d'explorateurs de Josiah Gregg.
En plus de service à la protection des habitants locaux, il sert aussi de dépôt de ravitaillement pour les postes aux environs des frontières de la Californie et de l'Oregon tels que le fort Gaston (en) à Hoopa et le fort Bragg dans le nord du comté de Mendocino.
À son apogée, le fort comprend 14 bâtiments tous construits en planches brutes. Le fort est arrangé dans un style militaire typique avec une cour au centre du poste que sert comme terrain de parades. Avec les deux bâtiments qui servent de casernement pour les hommes du rang, il y a les quartiers pour les officiers, un bureau, un hôpital, une boulangerie, un magasin/commissariat, un corps de garde, une forge et une étable.
La période entre l'installation du fort et le début de la guerre de Sécession est marquée par plusieurs escarmouches entre les colons et les tribus locales. L'un des principaux conflits est la guerre de Red Cap; livrée dans la région actuelle de Weitchpec (en) et Orleans (en). Les soldats du fort Humboldt sont appelés pour restaurer le calme dans la région pendant ce conflit. Les officiers et les soldats du fort sont souvent critiqués par les colons qui attendent une réponse plus violente aux attaques indiennes.
Le massacre infâme d'Indian Island (en) des Wiyots survient à la fin de cette période le 25 février 1860. Le commandant du fort à cette époque, le commandant Gabriel J. Rains, rend compte à son officier supérieur que la « compagnie d'auto-défense (en) du capitaine Wright a tenu une réunion à la rivière Eel et a résolu de tuer tout indien pacifique - hommes, femmes et enfants ». Le groupe d'auto-défense est aussi connu comme les « volontaires d'Humboldt, deuxième brigade », qui est censée avoir été organisée à Hydesville et la ville nommée « Eel River » en 1860 qui est maintenant Rohnerville (en).
Le recensement des États-Unis de 1860 donne un aperçu de la vie dans le fort. Parmi ses habitants de cette année-là, on retrouve le commandant Rains, sa femme Mary et leurs six enfants (dont deux filles de 16 et 19 ans). Vivent aussi dans le fort le capitaine Charles Lovell, sa femme Margaeret, et leurs quatre enfants, le lieutenant Alex Johnson, sa femme Elizabeth et leurs quatre enfants, le lieutenant James Dodwell, sa femme Johanna et leurs deux enfants, et le lieutenant Edward Johnson, sa femme Christiana et leurs deux enfants. Le médecin du fort Lafayette Guild (en) et sa femme occupent le quartier du chirurgien. Dans les casernements, il y a 47 soldats, tous vivant apparemment sans leurs épouses.
Parmi les soldats connus qui ont servi dans le fort, on retrouve un jeune capitaine, Ulysses S. Grant, qui y reste pendant cinq mois en 1854. Charles S. Lovell (en) est promu commandant et commandera une brigade lors de la seconde bataille de Bull Run, d'Antietam et de Fredericksburg. Robert C. Buchanan deviendra général pendant la guerre de Sécession, D'autres futurs généraux célèbres de la guerre de Sécession, George Crook et Lewis C. Hunt y servent pendant cette période. Gabriel J. Rains deviendra brigadier général de l'armée confédérée. Le docteur Lafayette Guild (en) servira directement sous les ordres du général Robert E. Lee en tant que directeur médical pour l'armée de Virginie du Nord pendant toutes ses principales campagnes.

### Années de la guerre de Sécession, 1861–1865
À l'été 1861, la guerre de Sécession qui est en cours et le conflit national qui en résulte, apporteront des changements importants au fort Humboldt. Les soldats fédéraux sont rappelés vers les champs de bataille orientaux et sont remplacés par des unités des volontaires de Californie. Ces volontaires sont pris parmi les colons locaux qui inaugurent une politique dure et violente à l'encontre des amérindiens.
Pendant la guerre de Sécession, le fort Humboldt est le quartier général du district de Humborldt (aussi désigné comme le district militaire de Humboldt), qui fait partie du département du Pacifique. Les postes du district comprennent le fort Bragg et le fort Wright au nord du comté de Mendocino, et s'étendant au nord dans le comté de Humboldt jusqu'au fort Gaston (en) à Hoopa et le fort Ter-Waw (en) près de Klamath (après la grande inondation de 1862, il est déplacé vers le camp Lincoln (en) près de Crescent City). Les autres postes comprennent le camp Curtis (en) (à Arcata), le camp Iaqua, le fort Seward (dans le sud du comté de Humboldt), et les camps Baker, Lyon et Anderson.

### Dernières années et abandon, 1865–1867
La fin de la guerre de Sécession apporte plus de changements au fort Humboldt. Les unités de volontaires de Californie sont démantelées en 1865, et les troupes régulières retournent dans le fort en provenance des champs de bataille de l'est. Six mois après Appomattox, la première unité régulière de l'armée à retourner dans le fort Humboldt est la compagnie E du 9th U.S. Infantry, le 8 novembre 1865. La compagnie E est constitué d'un officier et de quarante-neuf hommes du rang.
Le fort est armé de 178 soldats en octobre 1866. Un mois plus tard, toutes les forces, à l'exception d'un petit détachement de soldats, sont retirés du fort Humboldt. Le fort devient un dépôt secondaire maintenu principalement pour fournir du ravitaillement au fort Gaston (en) à Hoopa. Les biens détenus par le quartier-maître sont vendus aux enchères le 25 avril 1867. Les biens vendus comprennent 120 cordes de bois, deux bateaux avec des rames et des voiles, un wagon lourd et un wagon d'ambulance.
Le 14 septembre 1867, la dernière unité est retirée du fort Humboldt et le poste est abandonné, bien que le journaliste du comté de Humboldt, Andrew Genzoli, rapporte que « janvier 1867 est le dernier retour mensuel du poste pour le fort Humboldt. Le sergent Antoine Schoneberger, sergent d'ordonnance, était en service pendant la période 1866-1870 ».
Le Humboldt Times rapporte la vente d'une autre propriété du gouvernement le 10 août 1870, dont 32 bâtiments (655 $ soit 13 243 $ actuels) et 13 mules (602 $ soit 12 171 $ actuels).

### Officiers commandants
- Lieutenant-colonel Robert C. Buchanan, 4th Infantry Regiment', janvier 1853-février 1856
- Premier lieutenant Francis H. Bates, 4th Infantry Regiment, février–juin 1856
- Commandant Gabriel J. Rains, 4th Infantry Regiment, juin 1856-juillet 1860
- Capitaine (en) « Charles Swain Lovell », 6th Infantry Regiment (en), juillet 1860-septembre 1861
- Colonel Francis J. Lippitt (en), 2nd Infantry Regiment, California Volunteers (en), 9 janvier 1862 – 13 juillet 1863
- Colonel Stephen G. Whipple, 1st Battalion California Mountaineers (en), 13 juillet 1863 – 6 février 1864
- Colonel Henry M. Black (en), 6th Infantry Regiment, California Volunteers (en), 6 février 1864–juin 1864
- Colonel Stephen G. Whipple, 1st Battalion California Volunteer Mountaineers, juin 1864–14 juin 1865
- Commandant John C. Schmidt, 2nd Infantry Regiment, California Volunteers, 15 juin 1865 – 28 mars 1866
- Commandant Andrew W. Bowman, 9th Infantry Regiment, 26 mars 1866-novembre 1866
- Premier lieutenant J. Hewitt Smith, Company E, 2nd Artillery Regiment, novembre 1866-? (commandant le dépôt de Humboldt)

### Cimetière
Dix soldats sont connus pour avoir été enterrés au fort Humboldt :
- John Blummer ; C Co, 1st Battalion Mountaineers
- John Briel ; 1840–1866 ; E Co, 2nd U.S. Artillery
- Patrick Carroll; 1838–1879; F Co, 4th California Infantry (en)
- R.F. Clark,
- Thomas R. Evans ; died 1865 ; A Co, 1st Battalion Mountaineers
- J.D. Haskins,
- John Henkin ; 1834–1864
- Moses Hutchings ; 1827–1865 ; F Co, 4th California Infantry
- Wilson Alexander Shaw; 1814–1864 ; A Co, 1st Battalion Mountaineers
- Cecil E. Winters ; 1st Battalion Mountaineers.

En mai 1894, les restes des soldats américains enterrés près du site du fort Humboldt sont ré-inhumés dans la section de la grande armée de la république du cimetière de Myrtle Grove à Californie.

### Période de Cooper, 1893–1928

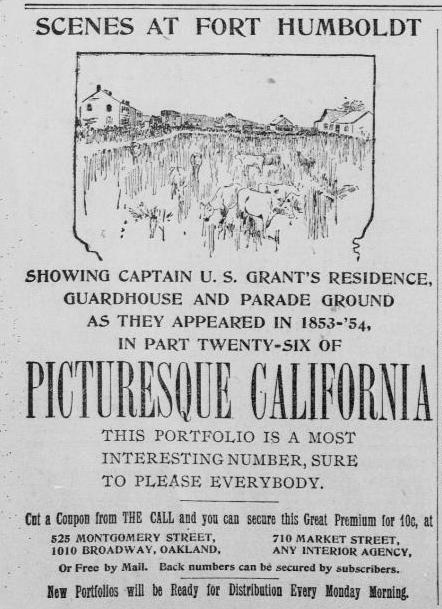
Publicité, The Morning Call (San Francisco), 1 septembre 1894, page 8.

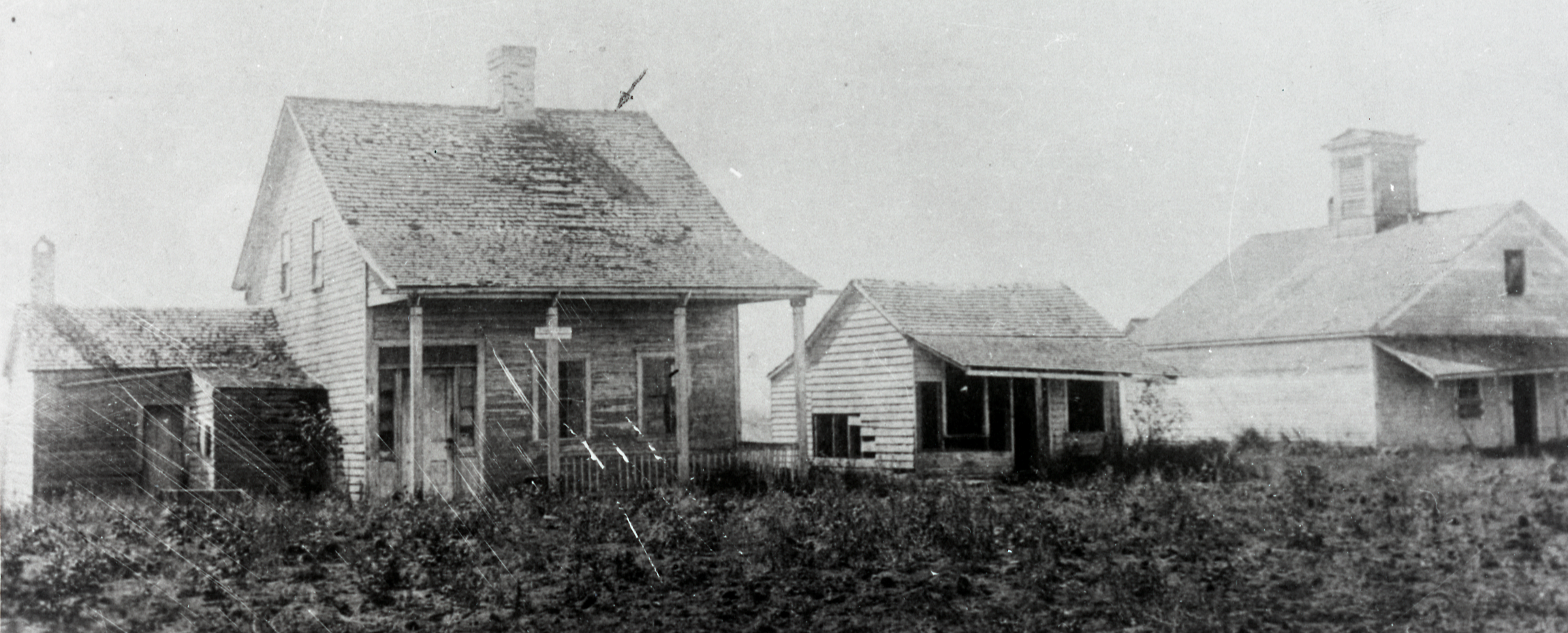
Bâtiments abandonnés

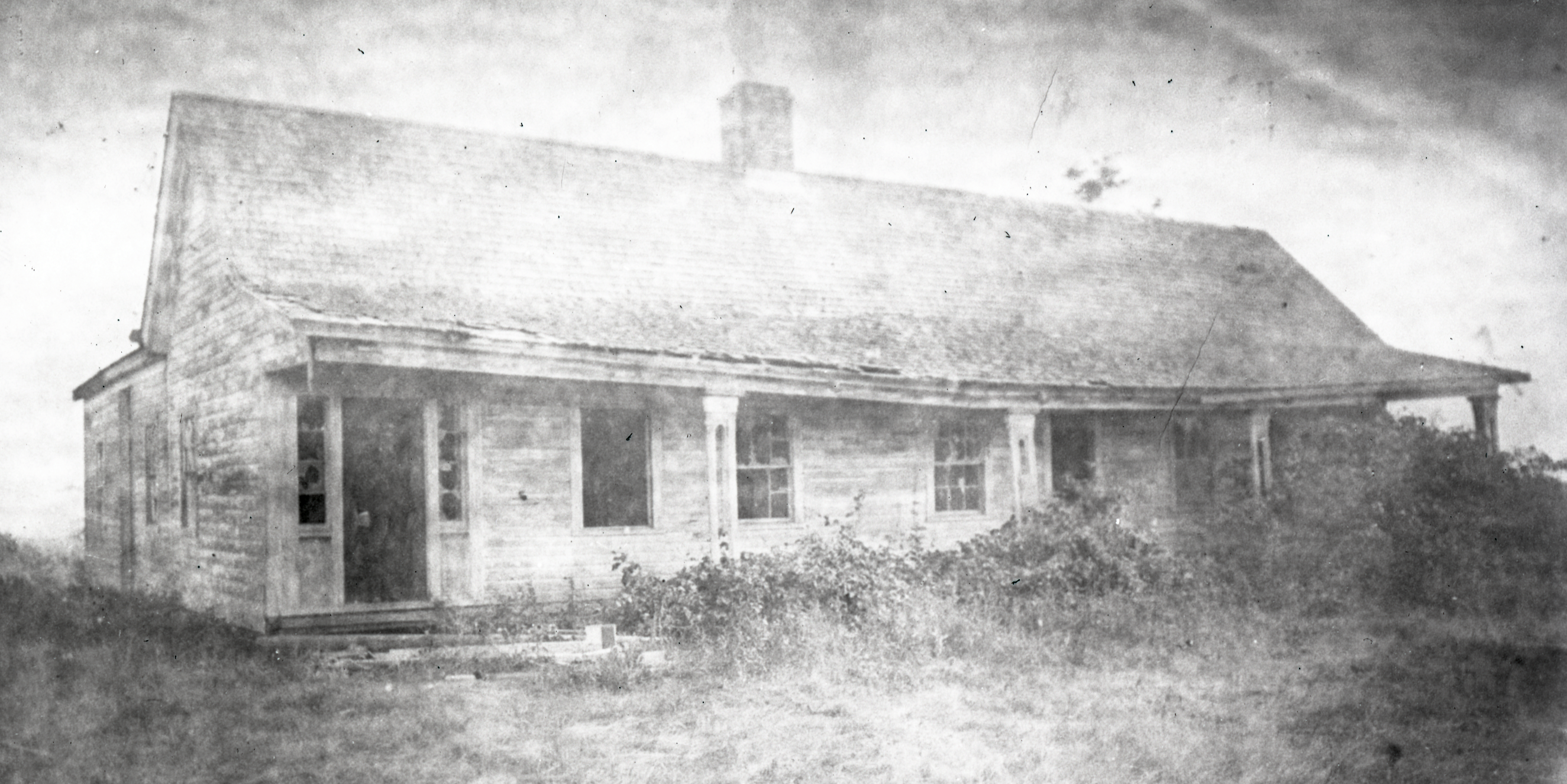
Bâtiments abandonnés

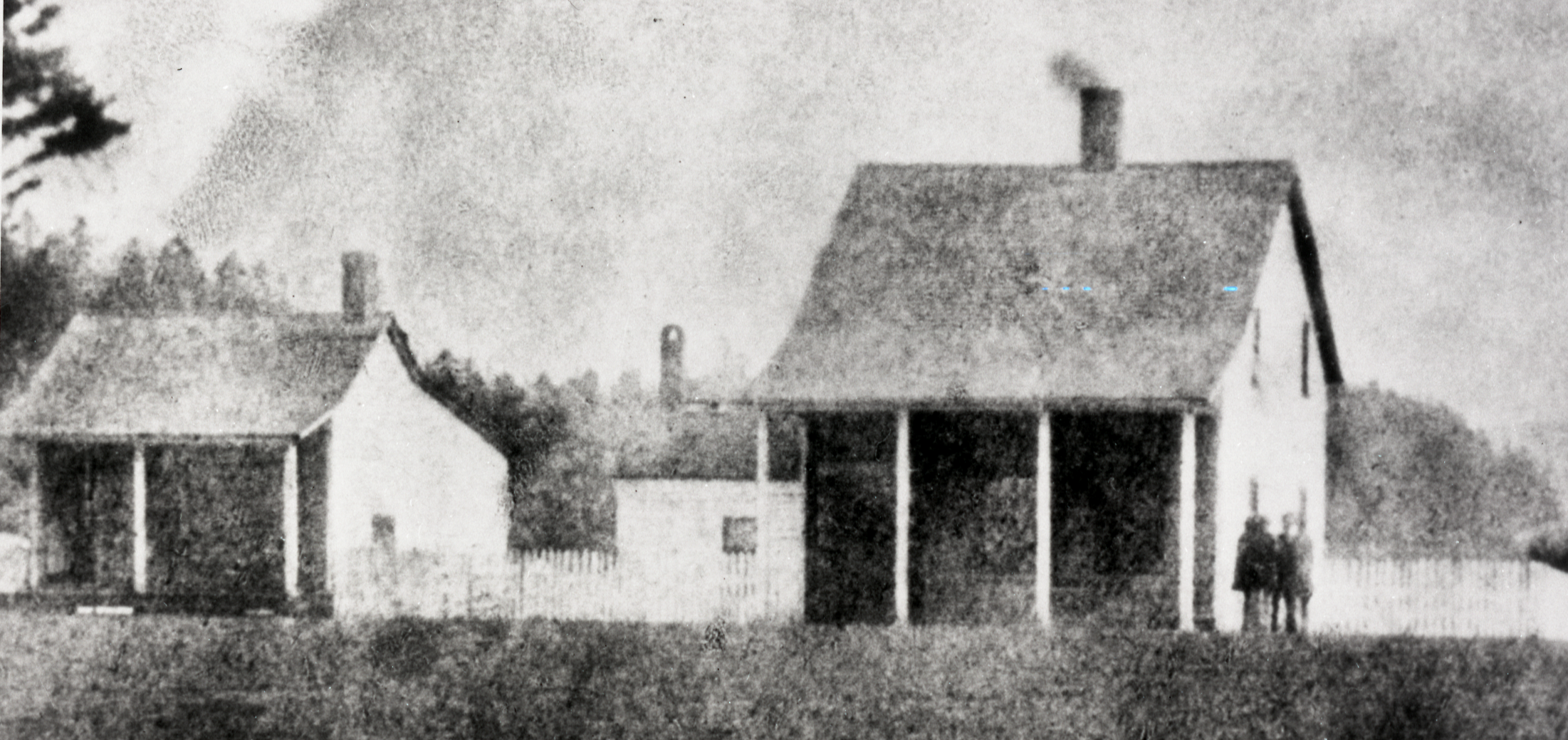
Bâtiments abandonnés

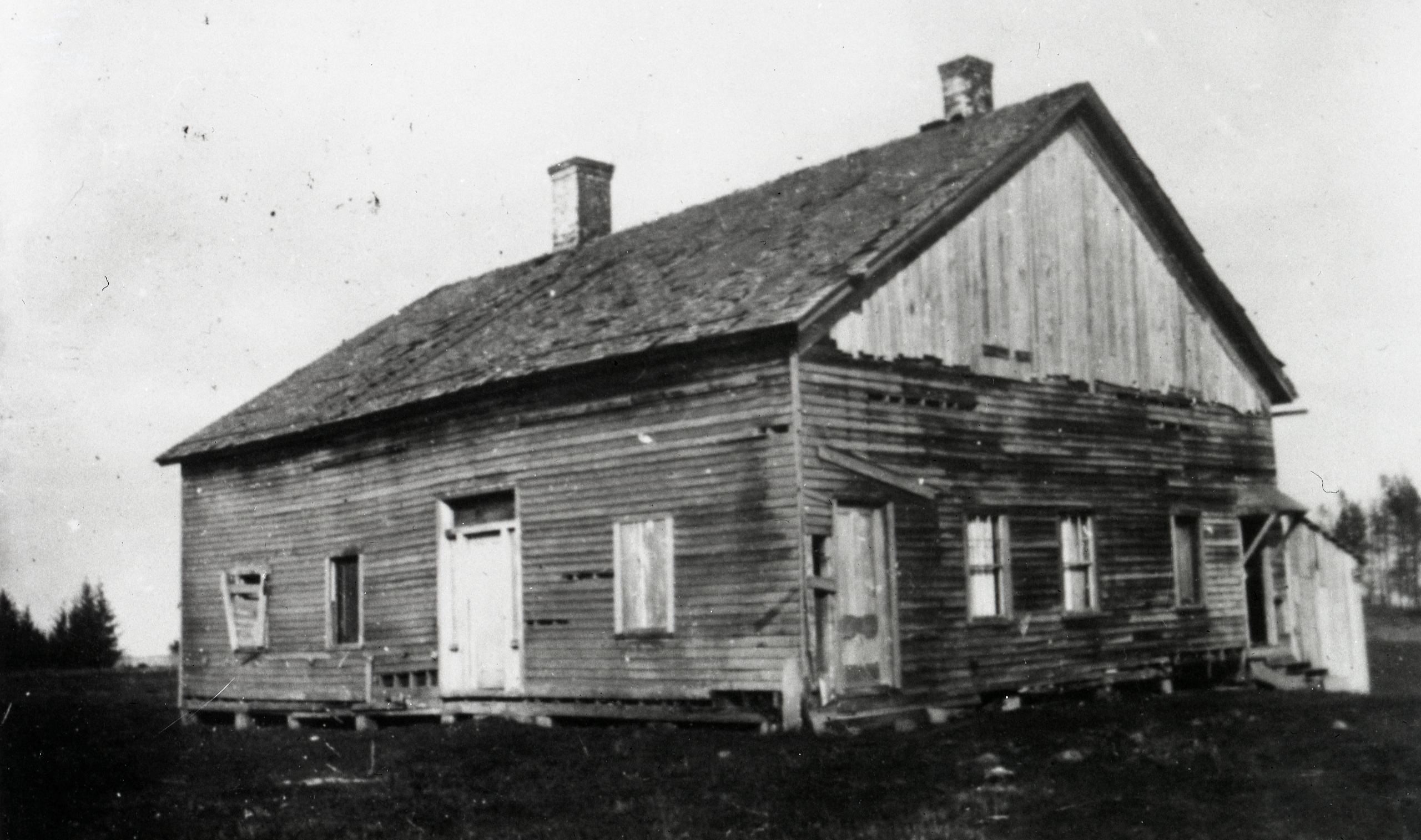
Bâtiment de l'hôpital abandonné

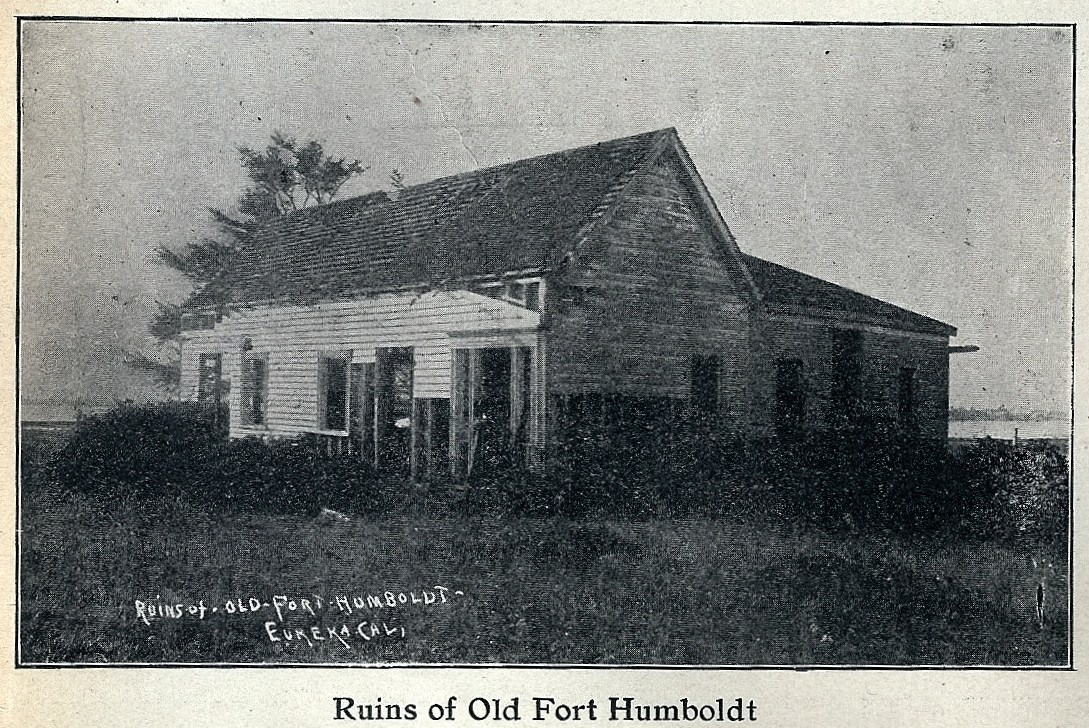
Bâtiment abandonné

Après l'abandon par les militaires, les terrains sont transférés au département de l'Intérieur le 6 avril 1870, et le fort tombe en ruines. Cependant, des unités de la garde nationale de Californie utilisent la région une dernière fois en août 1893. Cent-trente-cinq soldats du deuxième régiment d'artillerie de la garde nationale de Californie, arrivent dans le bateau à vapeur Pomona le 17 août, et marchent d'Euraka jusqu'au fort Humboldt.
En 1893, le terrain et ses bâtiments subsistant sont vendus à W. S. Cooper. On rapporte que Cooper subdivise la propriété dès qu'il a acheté, appelant la nouvelle subdivision Fort Humboldt Heights. La fille de Cooper rapporte qu'à deux occasions son père restaure partiellement le bâtiment restant alors qu'il réalise son importance future.
En 1894, un box de sentinelle du fort Humboldt est exposé dans une fête à San Francisco. Selon un article de journal, « parmi les objets de Humoldt, il y en a une qui émeut tous les patriotes et réveille la mémoire du grand capitaine de la nation. C'est le box de sentinelle d'origine du fort Humboldt, où le général Grant a effectué un service lorsqu'il y était ».
La vieille grange de la cavalerie est détruite par un incendie le 21 octobre 1895.
Le 7 février 1925, les filles de la Révolution américaine placent une plaque de bronze sur laquelle est inscrit « Fort Humboldt. Occupé par les troupes U.S. de 1853 à 1865  [sic]. Le général U. S. Grant y a stationné en 1853 ». La plaque est encore dans le parc, bien que caché par les arbres. La tablette est un bronze monté sur un grand rocher de Medicine Rock près de Trinidad. La plaque d'origine a été volée puis replacée plus tard par les filles de la Révolution américaine.
En 1929, le poste du fort Humboldt de la légion américaine passe plusieurs jours à restaurer les bâtiments du fort.
La première station radioélectrique du comté de Humboldt est installée au fort Humboldt. L'United Wireless Telegraph Company (en) commence à faire fonctionner la station vers 1900 avec l'indicatif « PM Eureka ». C'est bien avant que le comté de Humboldt ait son télégraphe « câblé » qui va du sud de Petaluma La Marconi Wireless Telegraph Company prend le contrôle de 1911 à 1917, changeant l'indicatif en « KPM ». C'est aussi à cette époque que le bâtiment de l'hôpital est quelque peu restauré.
À la mort de Cooper en 1928, sa femme donne le terrain à la ville d'Eureka

### Restauration
Le fort Humboldt est l'un des premiers sites d'Eureka à être reconnu et préservé pour sa valeur historique. Selon un historien, « M. Cooper était conscient de l'importance du fort solitaire. Il a dépensé 1 500 $ pour restaurer l'ancien hôpital dans un état aussi proche que possible de son été d'origine ». Cooper a travaillé finalement avec le sénateur de l'État de Californie Selvage pour faire voter une loi qui doterait l'État de 32 000 $ en vue de l'achat du fort Humboldt. Néanmoins, l'appel d'offre pour l'achat du fort Humboldt pour le public rencontre une opposition locale.
Par exemple, un éditorial dans le « Blue Lake Advocate » précise : « Le schéma d'ensemble est une crise folle d'une sentimentalisme larmoyant qui est simplement ridicule et c'est le théâtre rigolard de la communauté. Prendre 32 000 $ au contribuable de l'État pour acheter quelques acres de terres convenant uniquement à un carré de pommes de terre ou un potager serait payer beaucoup trop »(4 février 1906).
Le sentiment public contre l'achat prévaut, mais la famille Cooper continue de préserver le fort jusqu'à la mort de Cooper. À ce moment, sa femme et sa fille donnent le terrain et le seul bâtiment restant à la ville d'Euraka. La ville accepte la donation et le site est destiné à une utilisation de parc public.
Dans les années 1930, les organisations d'anciens combattants locales s'intéressent à la restauration du fort. Ils prennent des photographies, les envoie aux archives nationales à Washington pour obtenir des plans et les spécifications du fort, et débutent de la restauration de la région et le développement d'un musée. Le travail se révèle bien plus grand qu'ils peuvent le faire, et rapidement la Works Progress Administration est impliqué dans le projet.

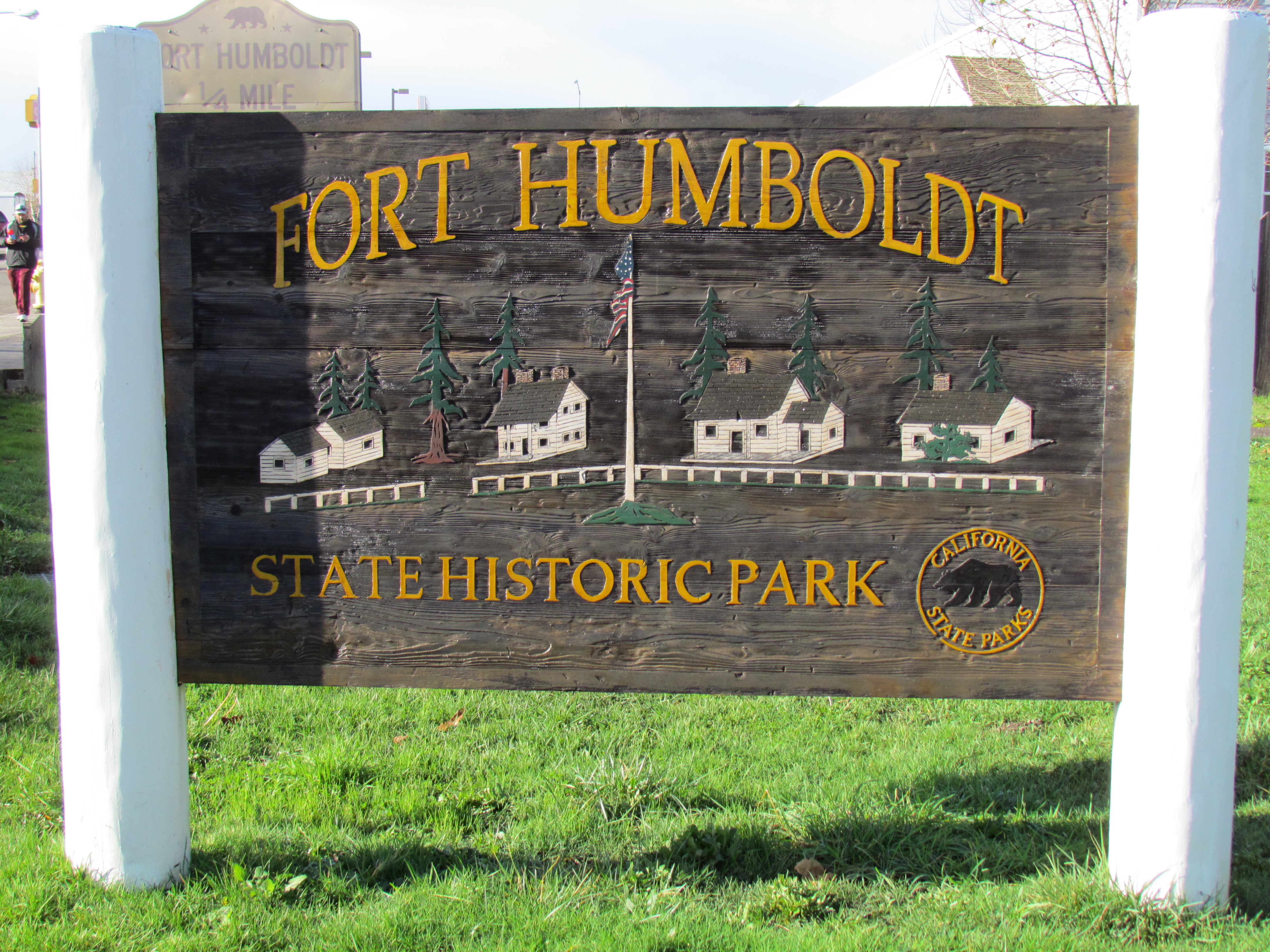

Le fort Humboldt est inscrit en tant que monument historique de Californie le 11 janvier 1935.
De même pendant les années 1930, les « journées du général Grant » sont une célébration de quatre jours centrés autour du 4 juillet. Les entreprises locales font tout pour que les vitrines ressemblent à celle de l'époque des pionniers. Les hommes portent la barbe, et les hommes et les femmes sont vêtus comme au XIXe siècle. La célébration se répète pendant quatre ou cinq ans d'affilée. Avant la quatrième célébration annuelle en 1939, le journal Humboldt Standart écrit que « c'est un événement qui tient ses promesses de devenir l'un des spectacles de pionniers dans l'ouest, comparable en importance au Rodéo de Salinas, au Pendleton Round-Up et au festival de Portland Rose (en) ».
Dans les années 1940, le fort devient le musée de la ville d'Eureka dédié au général Grant et à la mémoire locale. À un certain point, les statues du général Grant et du général Robert E. Lee (qui sont apparemment fait en bois) sont placés dans le parc et y sont encore en 1946 comme on peut le voir sur les photographies aériennes de Shuster de cette année-là.
En 1952, Robert Madsen est élu maire d'Euraka, et pendant son mandat plus de progrès sont réalisés vers la restauration véritable du fort, alors que conseil municipal montre un grand intérêt dans le projet. Avec des réunions informelles avec le conseil des superviseurs du comté de Humboldt, il est décidé d'approcher la division de l'État des plages et de parc pour voir si elle est intéressée.
À l'été 1952, les représentants de l'État sont présents à un dîner tenu à Eureke et ils précisent qu'ils sont intéressés pour faire du fort un monument d'État. Ils expliquent qu'il y feront une restauration authentique.
En 1955, la zone est transmise à l'État de Californie avec la vision que l'État reconstruira les bâtiments historiques et interprétera la colonie de la côte septentrionale de Californie. Le ranger C. D. Thompson est le premier superviseur du monument et commence à vivre dans le fort en 1956. Il remodèle en premier le vieux bâtiment en un bureau pour le district premier de la division des plages et des parcs. Le bureau est le siège du superviseur du district, dont l'équipe comprend le superviseur adjoint du district, un secrétaire, le superviseur du monument des rangers, le contremaître charpentier du district, le technicien comptable du district et possiblement un architecte paysager et un dactylo.
Une étude archéologique est menée à la fin des années 1950 par Donald Jewell et John Clemmer. Le site de l'(en) « association de l'héritage du bois » précise que l'actuel agencement du parc a été créé en 1962.
Le fort Humboldt est inscrit comme parc historique d'État en 1963. Le parc semble avoir été inscrit au registre national des lieux historiques en septembre 1960 (références NPS # 70000927). Quelques restaurations suivent, avec l'hôpital qui reste le seul bâtiment de la construction d'origine. Le plan général, créé en 1978, développé par les parcs d'État de Californie, appelle pour la re-création du complexe entier. Bien que les quartiers du chirurgien est re-créé en 1985, ce plan général est mis en œuvre lentement. Plusieurs fouilles archéologiques sont aussi menées pendant cette période et une plaque de bronze précisant que le fort est le monument historique de Californie #154, est placée près du parking vers 1980. En 1986, les expositions sont installées dans l'hôpital pour raconter l'histoire du fort et les conflits inter-culturels.

### Fin duXXesiècleet nouveau millénaire
Dans les années récentes, plusieurs reconstitutions de la guerre de Sécession se tiennent dans le fort dans les années 1990, mais sont déplacées à Fortuna en 1998. En 2000, les étudiants du programme de master paysage de la prolongation coopérative de l'université de Californie (en) plantent un jardin historique près de l'hôpital qui contient des plantes médicinales, comestibles et ornementales que l'on trouvait dans un jardin du XIXe siècle. Ce jardin reçoit la récompense du mérite du « Kepp Eureka Beautiful » en 2001.
Le parc marque le 150e anniversaire du fort Humboldt en janvier 2003. Une garde des couleurs du corps d'entraînement des officiers de réserve juniors (en) hisse une réplique du drapeau de 36 étoiles. Le drapeau original qui a été levé la première fois sur le fort en 1853 est aussi en exposition. Ce drapeau est gardé par le soldat (soldat Joseph Snedden) qui a aidé à le lever. Sneddent est devenu un habitant du comté de Humboldt après son départ de l'armée et a donné finalement le drapeau à madame Vera O'Conner-Berry. À son tour, elle a donné ce drapeau au chapitre de Redwood Forest des filles de la Révolution américaine en 1923. Cette organisation débute un projet de préservation dans les années 1990 pour stabiliser le drapeau. Le drapeau est gardé maintenant par la régente du chapitre de Redwood Forest (forêt de séquoia).
En octobre 2008, des panneaux interprétatifs permanents sont exposés à proximité du restaurant de Bayshire Mall. Ces huit panneaux, faisant partie d'un projet collaboratif entre les parcs d'État de Californie et l'association d'interprétation de la côte nord de Redwood, explorent la vie de la première frontière du fort Humboldt et de Buck's Port où se trouvent maintenant le centre commercial.
En 2009, le fort Humboldt est l'un des 48 parcs d'État de Californie pressentis pour être fermés en raison de la crise budgétaire de l'État. Avec l'opposition de la population, les fermetures n'ont pas lieu.

## Collections

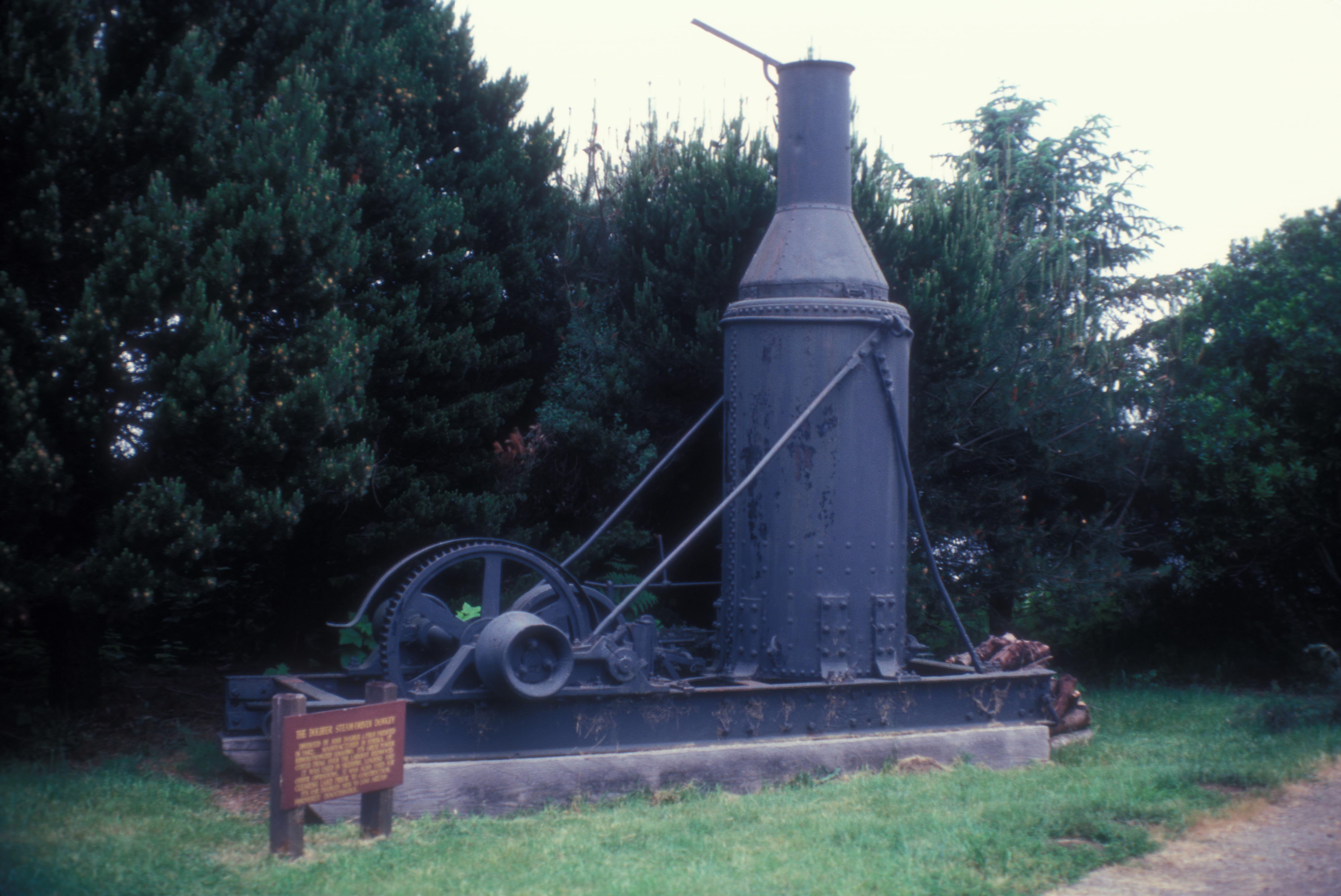
Le treuil à vapeur dans le parc

En plus des différentes expositions d'embellissement du service militaire et un obusier de montagne ancien, des objets de maison du bâtiment de l'hôpital et particulièrement des témoignages passionnant (dont une signalétique abondante) de l'expérience amérindienne des colons européens. Un canoë culturellement et historiquement correct construit avec le cœur d'un séquoia est en exposition.
Bien qu'ils ne soient pas directement reliés à l'histoire militaire du site, des trains parfaitement opérationnels qui ont fonctionné sur les voies ferrées, à gabarit standard, locales aux débuts de l'exploitation forestière sont présents sur le site. L'exposition de matériels d'exploitation forestière comprend un treuil à vapeur (en). Inventé dans les années 1880 par John Dolbeer (en) de la Dolbeer ans Carson Lumber Company locale, la machine fait partie des équipements d'exploitation forestière présentant des avancées des 150 années de l'histoire d'exploitation forestière locale.

## Information des visiteurs
Des panneaux permanents sont ajoutés pour des événements spéciaux pendant l'année. Les vues sur la baie de Humboldt, la péninsule de Samoa et des parties d'Eureka à partir de la crête occupée par le parc et les structures sont d'un intérêt remarquable. L'entrée du parc et situé à un quartier de l'U.S. Route 101 près du Bayshore Mall (en) dans Eureka.